# Lago Delio
Delio es un lago en la  provincia de Varese, Lombardía, Italia. Se encuentra ubicado a 930 m s. n. m., su superficie es de 4,85 km ². Sirve como depósito superior de la central hidroeléctrica Roncovalgrande. Cercano al Lago Mayor, es pequeño y está a menos de 3 kilómetros del límite con Suiza